# 여주하
여주하(본명: 최문정, 1997년 2월 21일 ~)는 대한민국의 배우이다.

## 드라마
- 2022년 TVING 방과 후 전쟁활동 - 김유정 역
- 2021년 넷플릭스 좋아하면 울리는 시즌2
- 2020년 tvN 여신강림 - 한고운 역
- 2020년 JTBC 이태원 클라쓰 - 조이서 친구 역
- 2016년 MBC 워킹맘 육아대디
- 2016년 tvN 드라마 스테이지

## 뮤지컬
- 2019년 경남문화예술회관 대공연장 그날들 - 하나 역
- 2019년 계명아트센터 그날들 - 하나 역
- 2019년 소향씨어터 신한카드홀 그날들 - 하나 역
- 2019년 익산예술의전당 대공연장 그날들 - 하나 역
- 2018년 블루스퀘어 인터파크홀 인터뷰 - 조안시니어 역
- 2018년 대전예술의전당 아트홀 인터뷰 - 조안시니어 역
- 2018년 소향씨어터 신한카드홀 인터뷰 - 조안시니어 역
- 2018년 성남아트센터 앙상블시어터 인터뷰 -  조안시니어 역
- 2017년 드림아트센터 1관 더데빌
- 2016년 ~ 2017년 대학로 브로드웨이아트홀 3관 담배가게 아가씨 시즌2 - 정유나 역

## 연극
- 2019년 유니플렉스 1관 도리안 그레이의 초상 시빌 - 코러스 역
- 2017년 충무아트센터 중극장 블랙 지구를 지켜라 - 순이 역

## CF
- 2020년 BNK 경남은행 금융
- 2018년 페페라페 화장품

## 영화
- 2018년 졸업영화
- 2022년 동감 (2022년 영화) - 이유진 역